# La società feudale
La società feudale (titolo originale La société féodale) è un saggio dello storico francese Marc Bloch pubblicato nel 1939.
Bloch analizza la società feudale intesa come una rete gerarchica di sottomissione dei contadini al signore e di legami di fedeltà tra coloro che esercitano la professione militare.
Il testo è ormai un classico della storia medievale e ha formato generazioni di storici e medievisti. È considerato un capolavoro di storiografia.

## Contenuto
Il testo è diviso in due parti: la prima è intitolata La formazione dei vincoli di dipendenza, mentre la seconda è intitolata Le classi e il governo degli uomini.
La prima parte del libro è divisa in due sezioni. Nella prima sezione (L'ambiente), Bloch indaga l'ambiente in cui si sviluppa il feudalesimo. Egli espone le caratteristiche generali delle ultime invasioni in Europa (portate avanti da sud dai Musulmani, da est dagli Ungari e da nord dai Normanni) e le loro conseguenze; prosegue poi analizzando le condizioni di vita, materiali ed economiche, dell'età feudale, ma anche la mentalità degli uomini del Medioevo, inclusi i fondamenti del diritto consuetudinario in cui il feudalesimo affonda le proprie radici. Nella seconda sezione (I legami tra uomo e uomo), Bloch analizza i vincoli di sangue che sono alla base della gerarchia feudale, descrive l'omaggio vassallatico ed esamina le caratteristiche del feudo, concentrandosi anche sul processo attraverso cui esso diventa patrimonio del vassallo. La rete feudale fa sì che ci siano situazioni in cui un uomo ha più signori. I vincoli di dipendenza si diffondono anche nelle classi inferiori e Bloch indaga le forme di dipendenza dei contadini coi proprietari della terra.
Nella seconda parte, Bloch descrive le classi sociali del feudalesimo: la nobiltà, la cavalleria, il clero, i villani e i borghesi. In seguito, Bloch analizza il frazionamento del sistema giudiziario nella società feudale e i suoi rapporti coi poteri tradizionali: l'Impero, ma anche le monarchie nazionali che vanno costituendosi in Francia e Inghilterra. Il testo si conclude con una sintesi delle caratteristiche fondamentali del feudalesimo europeo e un'indagine sulla possibilità che il feudalesimo possa costituire un tipo sociale che è possibile trovare anche fuori dall'Europa (i samurai giapponesi) e che è occasionalmente sopravvissuto oltre il Medioevo.

## Edizioni italiane
- Marc Bloch, La società feudale, collana Biblioteca di cultura storica, traduzione di Bianca Maria Cremonesi, Torino, Giulio Einaudi Editore, 1949,  n.36.
- Marc Bloch, La società feudale, collana Piccola Biblioteca Einaudi, traduzione di Bianca Maria Cremonesi, Giulio Einaudi Editore, Torino,  n. 480., con un saggio introduttivo di Giovanni Tabacco.